# Gérard Ségura
Pour les articles homonymes, voir Segura (homonymie).
Cet article concerne un homme politique français. Pour le chasseur sous-marin français, voir Gérard Ségura (chasse sous-marine).
Gérard Ségura, né le 24 mai 1948 à Ammi Moussa (Algérie), est un homme politique français, membre du Parti socialiste. Il est maire d'Aulnay-sous-Bois de 2008 à 2014.

## Biographie

### Jeunesse
Né en Algérie, Gérard Ségura arrive en 1964 à Sarcelles, où il adhère aux jeunesses communistes. Titulaire d'un DEA, il exerce les professions d'enseignant et directeur d'école, puis à partir de 1995, il devient professeur d'espagnol dans un lycée à d'Aulnay-sous-Bois,.
Militant à l'UNEF de 1968 à 1972, il y exerce des responsabilités au sein de l'AGE de Sorbonne-Censier. Instituteur de 1972 à 1993 il occupe des responsabilités au Syndicat national des instituteurs jusqu'en 1983. Il adhère en 1983 à Force ouvrière où il est membre du bureau national du Syndicat National Unifié des Directeurs et Instituteurs (SNUDI FO) et secrétaire général adjoint de l'Union départementale Force Ouvrière de Seine-Saint-Denis. Il est alors membre du groupe trotskiste Organisation communiste internationaliste avec Jean-Christophe Cambadélis.

### Parcours politique
Gérard Ségura rejoint le Parti socialiste en 1986. Membre du courant jospiniste jusqu'en 1996, où il rejoint rejoint le courant de Laurent Fabius. Il rejoint ensuite la mouvance conduite par Claude Bartolone. Élu conseiller général (PS) du canton d'Aulnay-sous-Bois-Nord en 1998, il succède au Maire UMP Gérard Gaudron.
Lors des cantonales de 2004, il se représente sur canton nord d'Aulnay sous Bois contre Gérard Gaudron, et l'emporte avec 57,08 % des voix, il devient vice-président du Conseil général de la Seine-Saint-Denis. Il y est chargé de la Politique de la Ville, de l'Aménagement Urbain et du Logement jusqu'en 2008, où il redevient simple conseiller général. Il continue à suivre le dossier de la rénovation urbaine pour l'Association des maires d'Île-de-France. Le 27 mars 2011, il est de nouveau réélu au poste de conseiller général du canton d'Aulnay-sous-Bois-Nord avec 61,01 % des voix face à son opposant UMP Franck Cannarozzo et reprend des fonctions de vice-Président du conseil général à l'élection de Stéphane Troussel à la présidence du conseil général en septembre 2012. Il obtient le poste de vice-président chargé de l'aménagement, du développement économique et de la reconquête. 
Investi par le PS pour les législatives de 2007 dans la 10e circonscription de la Seine-Saint-Denis, il est battu de justesse au deuxième tour par le candidat UMP Gérard Gaudron qui recueille 50,98 % des voix
En 2008, Gérard Ségura conduit la liste du Parti Socialiste pour les élections municipales à Aulnay-sous-Bois face à son opposant de toujours, Gérard Gaudron. Il est élu maire d'Aulnay-sous-Bois au deuxième tour du scrutin. Gérard Gaudron alors battu officiellement face à son opposant Ségura fera une demande d'annulation du mandat au mois de mai 2009. Le tribunal administratif de Montreuil fera droit à cette demande mais Gérard Ségura sera tout de même proclamé maire d'Aulnay-sous-Bois par le Conseil d’État au terme de 18 mois de procédure.

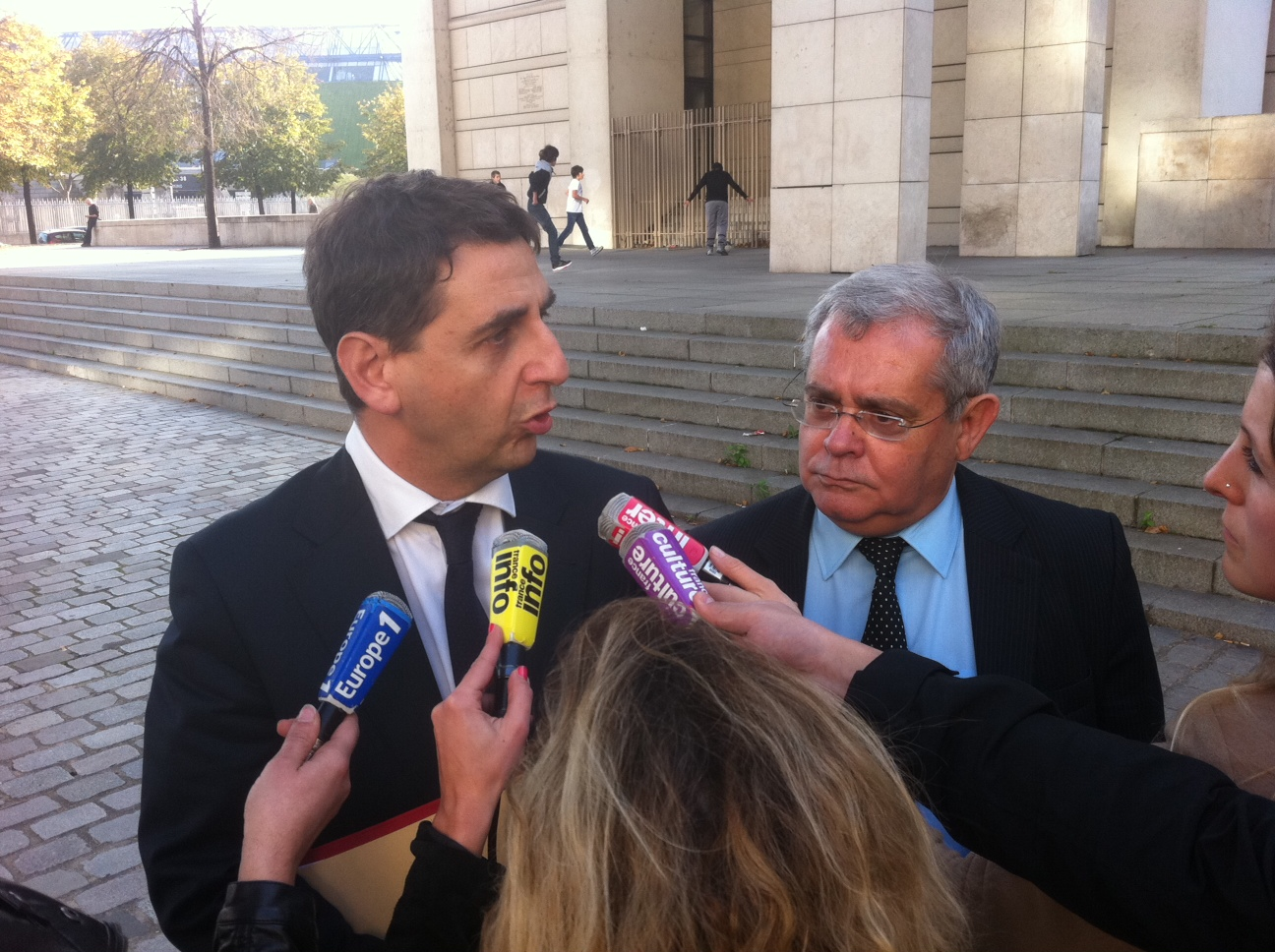
En 2012, avec le député Daniel Goldberg devant le ministère des Finances pour y défendre le dossier PSA.

Le groupe Europe Écologie/Les Verts désapprouvant ses projets urbanistiques quitte la majorité municipale moins de deux ans après l'élection et se présente face au maire en 2014.
Durant son mandat, Gérard Ségura a obtenu la création d'un septième collège à Aulnay, au sud de la ville, a accéléré l'exécution du Programme de rénovation urbaine mis en place sous l'ancienne municipalité, profitant de l'opportunité pour sa ville de la refonte de la Politique de la Ville et des crédits « Banlieue » mis en place par le gouvernement de François Fillon en 2012.
Il a également obtenu la déconstruction d'une usine d'amiante (CMMP) sous une bulle de décontamination. Enfin, le socialiste aura su convaincre les pouvoirs publics d'intégrer une gare de Grand Paris au nord de la ville, sur l'ex-RN2 aujourd'hui transformée en boulevard urbain et à proximité immédiate des zones d'activité commerciales (O'Parinor) et d'activités (Garenne et Mardelles) et d'habitat dense (Rose des Vents, Europe, Merisiers-Etangs). 
Ce mandat fut surtout marqué par l'annonce de la fermeture de l'usine automobile PSA avant la fin 2014, révélée en juillet 2012 par la publication par la CGT d'une note « blanche ». Il accuse l'ancien président de la République Nicolas Sarkozy d'avoir demandé au Groupe PSA de retarder l'annonce de cette décision après l'élection présidentielle. Souhaitant que la ville puisse peser sur le réaménagement du site, il fait modifier le plan local d'urbanisme du site pour qu'à côté de l’entreprise ID Logistics soit défini un avenir industriel pour le site. Des requalifications et des restructurations en interne dans l'entreprise ont été proposées ainsi qu'une participation à la ré-industrialisation du site. Sur les 3300 employés et ouvriers concernés par le plan social, entre 350 et 500 restent sans emploi. 
Le 30 mars 2014, la liste menée par Gérard Ségura est battue au second tour de l'élection municipale face à la liste menée par le candidat UMP Bruno Beschizza, avec seulement 39,30 % des suffrages contre 60,70 % pour son adversaire de droite. Il devient conseiller municipal d'opposition.
En mars 2015, un an après sa défaite aux élections municipales, il ne se représente pas aux élections départementales. Le scrutin sur le nouveau canton d'Aulnay-sous-Bois est remporté par le binôme UMP Bruno Beschizza-Séverine Maroun.

### Vie personnelle
Il est divorcé (en union libre) et père de trois enfants.

## Mandats
- septembre 2012 - mars 2015 : 10e Vice-président du Conseil général de la Seine-Saint-Denis chargé de l’aménagement, du développement économique et de la reconquête industrielle[6]
- Président de l'OPH d'Aulnay-sous-Bois Aulnay Habitat (2008-2004)[21]
- mai 2011- mars 2015 : Président de la société d'économie mixte Séquano Aménagement [22]

## Décoration
- Chevalier de la Légion d'honneur (promotion du 1er janvier 2014)[23]